# Sotirios Papagiannopoulos
Sotirios Papagiannopoulos (græsk: Σωτήριος Παπαγιαννόπουλος; født 5. september 1990) er en svensk-græsk professionel fodboldspiller, der spiller som midterforsvarer i den svenske allsvenskan-klub AIK. Han spillede i 2018-2020 i den danske superligaklub F.C. København.

## Klubkarriere

### Karriere i Sverige
Papagiannopoulos spillede som ungdomsspiller i AIK, hvor han spillede for klubbens U-19 hold før end han skiftede til Väsby United (i dag Athletic FC Eskilstuna), hvor han spillede i to år før han blev udlånt til den græsk-svenske klub Akropolis IF. Han skiftede i 2012 til Assyriska FF (en klub med syriske rødder), der spillede i den næstbedste svenske række. Han opnåede i alt 82 kampe for Assyriska over tre år.

### PAOK
Efter tre succesfulde år hos Assyriska FF skrev Papagiannopoulos i januar 2015 kontrakt med PAOK FC gældende for 2½ år.
Han opnåede 7 kampe for PAOK førend et trænerskifte i klubben medførte, at han ikke længere var en del af klubbens planer.

### Tilbage til Sverige
Efter opholdet i PAOK vendte Papagiannopoulos i sommeren 2015 retur til Sverige, hvor han skrev kontrakt med Östersunds FK, der på daværende tidspunkt spillede i den næstbedste svenske række. I Papagiannopoulos' første sæson i klubben var han med til at spille dem til oprykning i den bedste række Allsvenskan.
Han vandt med Östersund i 2017 Svenska Cupen, hvilket bragte klubben i UEFA Europa League. Östersund havde succes i Europa League turneringen l7-18, hvor klubben på vej til gruppespillet eliminerede bl.a. PAOK og Galatasaray og senere gik videre fra gruppespillet med samme point som Athletic Bilbao og foran Hertha BSC. 

### F.C. København
Successen i Europa League skabte interesse fra flere klubber, og den 27. maj 2018 blev det offentliggjort, at den danske klub FCK havde skrevet en fireårig aftale med Papagiannopoulos.
Han debuterede for FCK den 12. juli 2018 i en Europa League kamp mod finske KuPS.
Sotirios Papagiannopoulos spillede i alt 71 kampe for FCK, men spillede ikke for førsteholdet i 2020. Den 17. august 2020 blev han solgt til den svenske barndomsklub AIK.

### AIK Fotboll
I AIK fik han trøjenr. 4.

## Landsholdskarriere
Papagiannopoulos blev den 5. december 2017 indkaldt til det svenske liga-landshold til to venskabskampe mod Estland og Danmark. Han fik debut for landsholdet, da han blev indskiftet i det 64. minut i kampen mod Estland.